# كريستوفر تشيزوبا
كريستوفر تشيزوبا (بالإنجليزية: Christopher Chizoba)‏ (17 يونيو 1991 بلاغوس في نيجيريا - ) هو لاعب كرة قدم نيجيري في مركز الهجوم. لعب مع نادي موهون باغان ونادي محمدان وLonestar Kashmir FC ‏ وShillong Lajong FC ‏ وKalighat Milan Sangha FC ‏.

## روابط خارجية
- كريستوفر تشيزوبا على موقع قاعدة بيانات كرة القدم.إي يو (الإنجليزية)
- كريستوفر تشيزوبا على موقع Soccerway.com (الإنجليزية)